# The Bell Witch Haunting
The Bell Witch Haunting ist ein US-amerikanischer Horrorfilm aus dem Jahr 2013 von Glenn Miller.

## Handlung
Die Handlung findet in Adams im US-Bundesstaat Tennessee statt. Laut urbaner Folklore spukt seit 1817 der Geist einer Hexe namens Kate Batts auf dem ehemaligen Ackerland der Familie Bell. Das Robertson County Sheriff‘s Department erhält einen nächtlichen Notruf. Als die Polizisten das Anwesen erreichen, stoßen sie nur auf eine Überlebende. Anhand der geborgenen Handy- und Videoaufzeichnungen der Familie, lassen sich die letzten Tage und Nächte der Familie rekonstruieren. Scheinbar wurde die Familie von einem Geist heimgesucht.
Die Familie Sawyer erwarb im Jahr 2011 das Grundstück und zog in die ländliche Gegend um. Der Geburtstag vom Sohn Brandon Sawyer wird am hauseigenen Pool mit einer Reihe von jungen Erwachsenen gefeiert. Er bekommt eine Videokamera geschenkt, aus deren Perspektive der Großteil des Films handelt. Seine Schwester Dana, die unter Nachtangst leidet, macht einen eigenen Vlog „Dressing with Dana“, durch den sie über ihr Leben spricht.
Im Laufe der Handlung mehren sich die übernatürlichen und unerklärlichen Ereignisse. So schweben plötzlich verschiedene Gegenstände in der Luft. Auf dem Videomaterial von Brandon ist zu sehen, dass sich die Freunde von Dana scheinbar im naheliegenden Wald erhängten. Nach und nach bringt Brandon in Erfahrung, dass auf dem Gelände die Bell Witch spukt. Chris, der in den Wald geht, um seine toten Freunde zu gedenken, wird wenig später vom Geist getötet.

## Hintergrund
Es handelt sich um einen „Found Footage“-Horrorfilm. Dort wird der Eindruck vermittelt, dass die gezeigten Aufnahmen zufällig den Weg zum Zuschauer fanden. Die Szenerie wird fast ausschließlich von den Darstellern selbst gefilmt.
Der Film startete am 5. November 2013 in den US-amerikanischen Videoverleih. In Deutschland erfolgte der Start am 9. Oktober 2014.

## Rezeption
„Schablonenhafter Geistergruselfilm mit Wackelkamera-Effekten, schnell und fahrig produziert, ohne jeden bleibenden Wert.“

Rob Getz von Horrornews.net bemerkte, dass „obwohl das seltsam tropische Januarklima in Tennessee für ein paar zentrale Hexen-Spielereien im Wald ausgenutzt wird, ein Großteil des Films innerhalb der Mauern des Hauses der Sawyers spielt und somit mehr der „Paranormal Activity“-Franchise zu verdanken ist“. Getz fügt hinzu, dass der Film „Elemente von ‚Der Exorzist‘, ‚Der Fluch von Darkness Falls‘ und unzähligen anderen in einen völlig ungleichen Topf wirft“ und dass „es immer wieder interessant ist, diesem Amtrak dabei zuzusehen, wie er aus den Schienen springt“.
Elle Turpitt bemängelt, dass – obwohl es sich um einen Low-Budget-Film handelt – diverse Seile und Drähte, durch die verschiedene Objekte hochgehoben werden, zu sehen sind. Das Schauspiel empfindet sie als „schlecht“, schiebt das Hauptproblem aber eher auf das schlechte Drehbuch als auf die Schauspieler generell. Negativ stößt es ihr auf, dass vor allem die Familie Sawyer sich nicht wie eine Familie verhält. Sie kritisiert den Filmfehler und die fehlende Logik.
Moria Reviews kritisiert, dass Szenen eins zu eins aus anderen Horrorfilmen, wie etwa Amityville Horror entnommen wurden. Der letzte Teil des Films konzentriert sich auf den Versuch, das Haus zu exorzieren und zeigt, wie die Menschen ziellos im Wald umhereilen. Dies wird als „ermüdend klischeehaft“ abgestempelt, „an denen man völlig abschaltet“.
Auf Rotten Tomatoes hat der Film beim Publikum einen Anteil positiver Bewertungen von 10 % bei über 100 Stimmenabgaben. In der Internet Movie Database hat der Film bei über 1.900 Stimmabgaben eine Wertung von 3,6 von 10,0 möglichen Sternen (Stand: Dezember 2024).